# 明樹由佳
明樹 由佳（あかぎ ゆか、1963年4月24日 - ）は、香川県出身の日本の女優。横浜国立大学教育学部卒業。
特技はダンス。

## 略歴・人物
1984年、劇団四季に入団し『Cats』『コーラスライン』『ウエストサイドストーリー』などの舞台に立つ。退団後1994年に演劇集団キャラメルボックスに入団、『サンタクロースが歌ってくれた』などの舞台に立ち、『嵐になるまで待って』では全編手話でろう者のヒロイン役を務めた。
キャラメルボックスを退団後の1999年、西山水木とともにジェストダンス（日常のしぐさやマイムなどを取り入れたダンス）と台詞劇で構成される作品を上演するLa Compagnie A-n（ラ・カンパニー・アン）を設立し、2011年に解散するまでの全作品にて振付を担当。また、複数のカンパニーに振り付けを提供している。
2012年、ひとり演劇ユニット「にもめぷわ」を主宰し、全作品をプロデュースしている。
講師として、ジェストダンスのワークショップのほか、文化庁「言葉」に関する体験型講習指導者養成事業、平成20年度「杉並区 演劇ワークショップ」研修、平成20年度文部科学省「学びあい、支えあい」地域活性化推進事業を担当。
また、舞夢プロや演劇集団キャラメルボックス俳優教室、2015年より香川県・徳島県にて日本演出者協会主催の演劇大学、子供のための演劇や、朗読の講師も務めている。
健康運動実践指導者の資格を持つ。
既婚、1児の母。

## 出演

### 舞台
- 劇団四季
  - ウエストサイドストーリー
  - Cats
  - エビータ
  - コーラスライン
  - ロミオとジュリエット
  - オンディーヌ ほか
- 演劇集団キャラメルボックス
  - また会おうと竜馬は言った/1995年
  - スケッチブックボイジャー/1995年
  - TWO/1996年
  - 不思議なクリスマスのつくりかた/1996年
  - ケンジ先生/1996年、1998年
  - サンタクロースが歌ってくれた/1997年
  - 嵐になるまで待って/1997年
  - あなたが地球にいた頃/1997年
- La Compagnie A-n(ラ・カンパニー・アン）
  - 祈りのあとに (1999年～2002年 フランス・アヴィニョン演劇祭参加 / 2000年 在仏日本大使館招聘公演 / 2001年 韓国フリンジフェスティバル招聘公演)
  - 7本の指 (2001年 江古田ストアハウス・フィジカルフェスティバル参加)
  - ねむれないよるのうた/2002年 本多スタジオ
  - 犬の恋/2003年 本多スタジオ
  - 蛇苦止浜綺譚/2006年 ひつじ座
  - 小峰公子をよみおどる+ 罠の狼/2006年 新宿シアターミラクル
  - 御母堂伝説/2007年 神楽坂 シアターイワト
  - 鳥の眼/2008年 新宿シアターミラクル
  - みんなの妊娠/2009年 SPACE雑遊
  - 月いづる邦/2009年 座・高円寺１
  - 月の女たち /2011年　上野ストアハウス・杮落し公演
- 東宝
  - 伽羅の香(1991年芸術座)演出：本間忠良/主演十朱幸代
  - 雪まろげ(1991年芸術座)演出：三木のり平/主演：森光子
  - 二十四の瞳(1992年芸術座.1994年御園座)演出：栗山民也
- 松竹
  - 乾いて候 (1993年新橋演舞場)　主演：田村正和
- こまつ座
  - 日本人のへそ （1992年紀伊国屋ホール) 演出：栗山民也
- 絶対王様
  - 黒い脳みそ (1999年下北沢駅前劇場)　作・演出 笹木彰人
  - 猫のヒゲのしくみ (2000年下北沢駅前劇場)　作・演出 笹木彰人
  - ワニの涙の症候群 (2000年東京グローブ座)　作・演出 笹木彰人
- 指輪ホテル
  - リア (2004年神宮前EXREALM)　演出:羊屋白玉
  - DOE2.0（雌鹿）(2009年森下スタジオ)　演出:羊屋白玉
- ハマコキヨコクラブ
  - コメディ・メロドラマ
- 上杉祥三プロデュース 演劇ユニットトレランス
  - 神経衰弱(2002年東京芸術劇場)
- 風琴工房
  - 2005年　ゼロの柩
- フラジャイル
  - 2001年　アナトミア
  - 2005年　塔
- クレネリ・ZEROFACTORY
  - 2006年　春と爪
- 劇団俳協
  - 2003年　奥様お手をどうぞ
- 昇龍企画
  - 真夜中のマクベス
- 演劇ユニットスーパーコンプレックス
  - ぼくらはみんな生きてる
- 劇団劇作家
  - 「劇読み!」Vol.1,Vol.2,Vol.5
- だるま企画
  - 煙が目にしみる
  - 娑婆に脱帽
  - 祈り〜テヴィエ一家とその仲間たち〜
- 演劇企画集団 楽天団
  - GARY'S HOUSE
  - ケーキマン
- にもめぷわ
  - 2012年　お勝手の姫(SPACE雑遊)
  - 2014年　マグノリアの花たち(2014年 SPACE雑遊、2017年 横浜演劇鑑賞協会公演　県民共済みらいホール)
- オリジナルミュージカル「GIFT」(2006年 俳優座劇場)(2007年 東京グローブ座)(2008年 天王洲銀河劇場)
- リーディングコンサート「GIFTをあなたに」(2009年、2010年 四谷区民センター）
- 心に響く音楽劇「GIFTをあなたに」（2013年12月　渋谷区さくらホール・つくば市・下妻市・坂東市・水戸市・津山市）
- 2015年 阿藤千恵プロデュース「詩人の家」(座・高円寺1）
- メメントC
  - 太平洋食堂(2013年、2015年、2020年、座　高円寺１）作 嶽本あゆ美・演出 藤井ごう
  - 彼の僧の娘-高代覚書(2017年日本橋劇場、2020年座 高円寺1)作・演出 嶽本あゆ美
- 下北澤姉妹社
  - 母樹boju-母と蜜柑の優しい神話-（2020年　小劇場楽園)出演・振付 /演出：西山水木
- 森浩美主催リーディンググループ　家族草子
  - 2014年「だって家族だもん」(東京ウィメンズプラザ)より参加。以降、東京、札幌、新潟、群馬、長野、香川公演などに参加
- 下北澤姉妹社「月の記憶」出演・振付（2022年11月　シアター711)作 三井快 /演出：西山水木

#### 映画
- ヤマトタケル（1994年）監督・大河原孝夫(本編)/川北紘一(特技)
- 緑の街（1998年）監督・小田和正
- ガメラ3 邪神覚醒（1999年）監督・金子修介(本編)/樋口真嗣(特撮)
- はつ恋（2000年）監督・篠原哲雄
- 命（2002年）監督・篠原哲雄

### テレビ
- 味な冒険 日本テレビ レギュラーレポーター(司会 大和田獏)
- たほいや（1993年）フジテレビ

### テレビドラマ
- クリスマス物語 テレビ朝日
- 誰かが扉を叩いてる テレビ朝日
- 世にも奇妙な物語 フジテレビ
- 寿司、食いねェ! TBS
- はみだし弁護士・巽志郎 テレビ朝日

### ラジオドラマ
- NHK FMシアター「あの人」（2011年7月）作：小野田俊樹/音楽：横山克/演出：江澤俊彦
- NHK 青春アドベンチャー「砂漠の歌姫」（2011年11月）原作：村山早紀/作：大河内聡/音楽：光田康典/演出：藤井靖
- NHK 青春アドベンチャー「ピエタ」（2012年10月）原作：大島真寿美/作：佐藤ひろみ/音楽：山下康介/演出：藤井靖

### CM
- 積水ハウス「ドマーニ」
- ベネッセコーポレーション「こどもちゃれんじ」
- 東京海上火災

## 振付
- 劇団ひまわり 「ミュージカル 空色勾玉」(2004年　シアター代官山)
- 東京アンサンブル「はらっぱのおはなし」(2014年～2019年全国公演-中国公演)、「屠畜場の聖ヨハンナ」(2014年ブレヒトの芝居小屋)
- HOTSKY「仮通夜の夜」(2014年梅ヶ丘BOX)作・演出 釘本光
- yatapro「世界を繋ぐ方法」(2016年高円寺アトリエファンファーレ)　作・演出：笹嶺愛/主演：高橋由美子
- 横浜夢座「風の吹く街」(2017年横浜ランドマークホール) 　作・演出 嶽本あゆみ/主演：五大路子主演
- 千葉市民創作ミュージカル「夜空に咲く夢～芋神様がくれたもの」(2017年8月千葉市民会館大ホール)演出：小笠原響
- キャラメルボックス俳優教室　「広くて素敵な宇宙じゃないか」(2020年オメガ東京)、「アローン・アゲーン」(2021年中目黒ウッディシアター)

### その他
- 1992年　舞台「二十四の瞳」(1992年芸術座.1994年御園座)演出：栗山民也、主演:1992年榊原郁恵、1994年斉藤由貴（香川弁方言指導）

## 受賞
・門真国際映画祭２０２１　舞台映像部門　優秀助演女優賞。
出演作品の、演劇ユニット「メメントC」＜太平洋食堂＞は、同映画祭にて優秀作品賞・大阪府知事賞受賞。